# Brunfelsia latifolia
Brunfelsia latifolia là loài thực vật có hoa trong họ Cà. Loài này được (Pohl) Benth. mô tả khoa học đầu tiên năm 1846.